# Radiohammer
Radiohammer (ou Radio Hammer Station) est un jeu vidéo de rythme développé par Arc System Works et édité par Aksys Games, sorti en 2015 sur PlayStation 4, Nintendo 3DS, PlayStation Vita, iOS et Android.

## Accueil
- Hardcore Gamer : 3/5 (3DS)[1]
- Nintendo Life : 8/10 (3DS)[2]